# Love Sensuality Devotion: The Greatest Hits
Love Sensuality Devotion: The Greatest Hits es un álbum recopilatorio de Enigma lanzado en 2001, junto con su hermano Love Sensuality Devotion: The Remix Collection. Las letras iniciales del título común de ambos recopilatorios hacían el acróstico de LSD, supuestamente referido a la droga de ese nombre. Incluía los éxitos de los álbumes previos de Enigma, además de contener dos pistas nuevas, la de la introducción llamada «The Landing», y la que se editó como sencillo, «Turn Around».
La pista n.º 3 "Gravity of Love" tiene una frase parafraseada de William Blake, "The path of the excess leads to the tower of wisdom". ("El camino del exceso conduce a la torre de la sabiduría", siendo la cita original: "The road of excess leads to the palace of wisdom") Este es uno de los proverbios más conocidos del poeta William Blake sacado de su obra "el Matrimonio del cielo y el infierno".

## Listado de canciones
1. «The Landing» (Michael Cretu) — 1:04
2. «Turn Around» (Michael Cretu, Jens Gad/Michael Cretu) — 3:51
3. «Gravity of Love» (Michael Cretu) — 3:59
4. «T.N.T. for the Brain» (Michael Cretu) — 5:18
5. «Modern Crusaders» (Michael Cretu) — 3:53
6. «Shadows in Silence» (Michael Cretu) — 4:19
7. «Return to Innocence» (Curly M.C.) — 4:15
8. «I Love You... I'll Kill You» (Curly M.C./David Fairstein, Curly M.C.) — 8:01
9. «Principles of Lust» (Curly M.C.) — 3:08
10. «Sadeness (Part I)» (Curly M.C., F. Gregorian/Curly M.C., David Fairstein) — 4:15
11. «Silence Must be Heard» (Michael Cretu, Jens Gad/Michael Cretu) — 4:46
12. «Smell of Desire» (Michael Cretu/Michael Cretu, David Fairstein) — 4:32
13. «Mea Culpa» (Curly M.C./David Fairstein) — 4:31
14. «Push the Limits» (Michael Cretu, Jens Gad/Michael Cretu) — 3:48
15. «Beyond the Invisible» (Michael Cretu/Michael Cretu, David Fairstein) — 4:50
16. «Age of Loneliness» (Curly M.C.) — 4:10
17. «Morphing Thru Time» (Michael Cretu) — 5:26
18. «The Cross of Changes» (Michael Cretu) — 2:15

## Posicionamiento en las listas y certificaciones
| Lista (Oct. 2001-Nov. 2001) | Posición más alta | Certificación         | Lista(cont.) (Oct. 2001-Nov. 2001) | Posición más alta | Certificación        |
| --------------------------- | ----------------- | --------------------- | ---------------------------------- | ----------------- | -------------------- |
| Alemania                    | 4                 | (BMieV: 2001)         | Hong Kong (China)                  | 6                 |                      |
| Australia                   | 49                |                       | Hungría                            | 11                |                      |
| Austria                     | 10                |                       | Irlanda                            | 47                |                      |
| Bélgica (Fla.)              | 9                 |                       | Italia                             | 19                |                      |
| Bélgica (Val.)              | 40                |                       | Japón                              | 31                |                      |
| Canadá                      | 25                | (CRIA: marzo de 2002) | Noruega                            | 6                 |                      |
| Rep. Checa                  | 44                |                       | Nueva Zelanda                      | 5                 |                      |
| Dinamarca                   | 7                 |                       | Países Bajos                       | 10                |                      |
| España                      | 21                |                       | Portugal                           | 2                 |                      |
| Estados Unidos              | 29                |                       | Reino Unido                        | 29                | (BPI: marzo de 2002) |
| Estados Unidos              | 15                | Suecia                | 11                                 |                   |                      |
| Europa                      | 7                 |                       | Suiza                              | 13                |                      |
| Francia                     | 11                |                       | Tailandia                          | 11                |                      |
| Grecia                      | 1                 |                       |                                    |                   |                      |